# Grand Temple (Pétra)

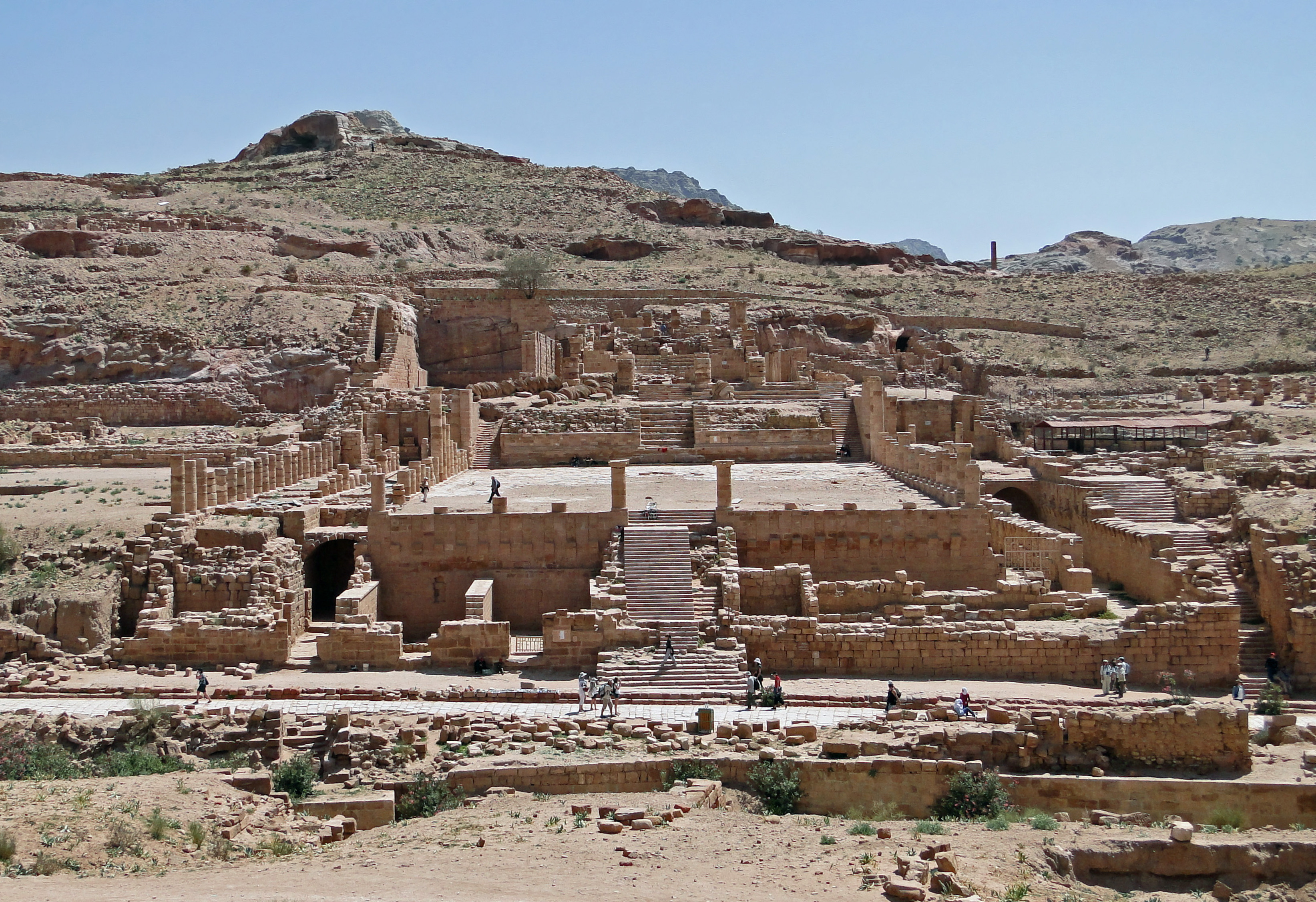
Ruines du Grand Temple de Pétra.

Le Grand Temple de Pétra est un grand complexe monumental qui se trouve au sud de la rue à colonnades de Pétra. Il couvre une superficie d'environ 7 560 m2. Le complexe a probablement été achevé au début du Ier siècle, sous le règne du roi nabatéen Arétas IV, comme le suggèrent les détails architecturaux et sculpturaux.
Le Grand Temple occupait un emplacement de choix dans l'ancienne Pétra : de ses ruines, on peut maintenant voir le Sîq au sud-est, le Qasr al-Bint à l'ouest, et le complexe de piscines et de jardins de Pétra (en) à l'est. Il n'est pas clair si le complexe était un bâtiment religieux ou administratif, et — s'il était effectivement religieux — comment il fonctionnait exactement ou à quelle divinité il était dédié.

## Histoire de la recherche
Dans les années 1890, les ruines ont été explorées superficiellement par les archéologues allemands R. E. Brünnow et A. von Domaszewski. Walter Bachmann a ensuite exploré Pétra en tant que membre de la branche Préservation de l'armée germano-turque, et a été le premier érudit à identifier le monument par son nom actuel dans sa révision du plan de la ville de Pétra en 1921. Martha Sharp Joukowsky, de l'université Brown, a lancé des fouilles archéologiques en 1993 et les recherches de son équipe ont alimenté la plupart des interprétations scientifiques.

## Architecture

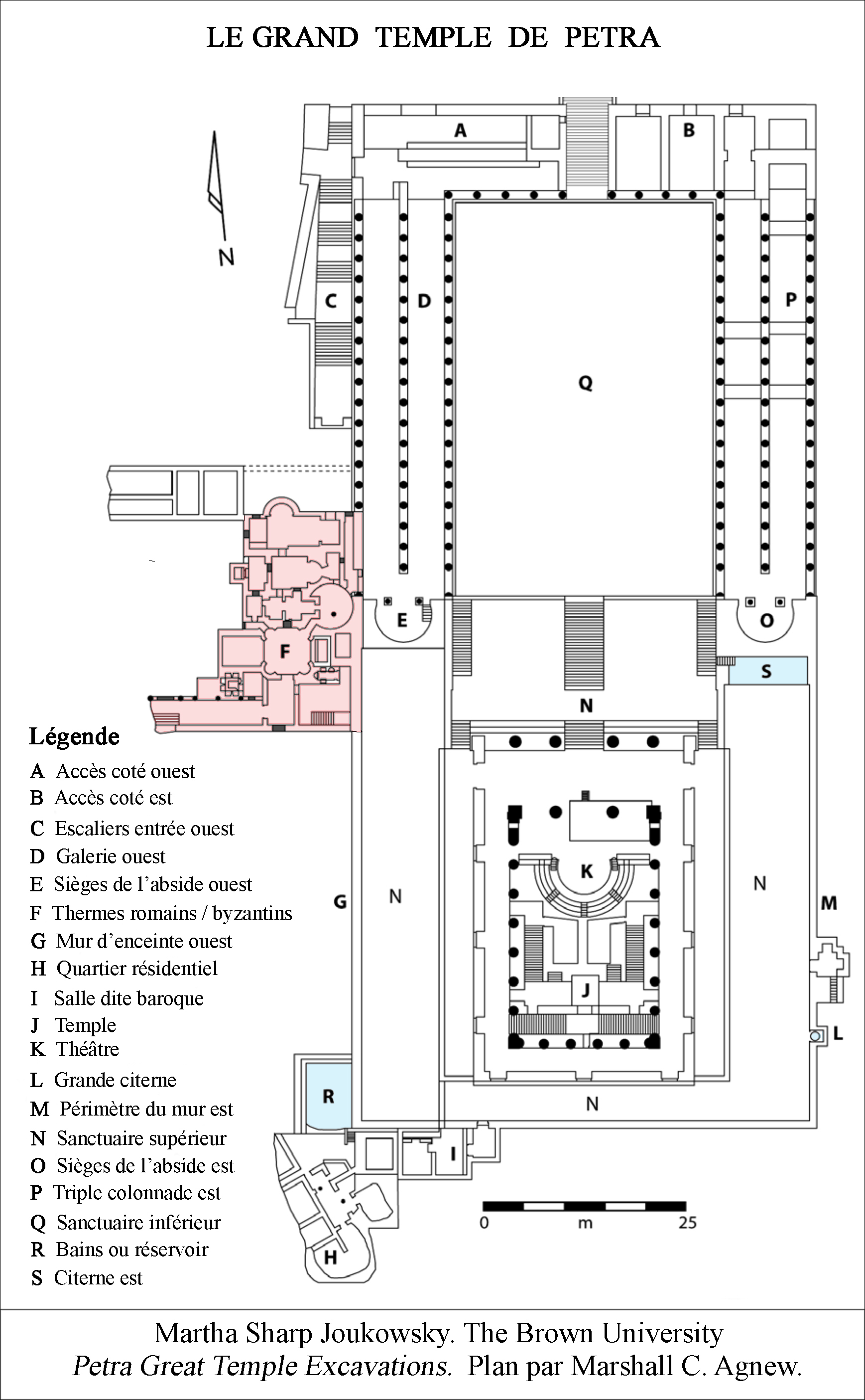
Plan du Grand Temple avec les Thermes.

Le Grand Temple est un complexe rectangulaire aligné sur un axe nord-est-sud-ouest.
De la rue à colonnades, on monte environ 8 m par un escalier d'environ 17 m de large dans les propylées. Cet escalier monumental a été modifié immédiatement après la construction du Grand Temple et pendant la construction de la rue à colonnades vers 76 de notre ère. Les propylées et la rue se trouvent à environ 8 m sous le téménos inférieur, qui se trouve lui-même à 8 m sous le téménos supérieur et le gros du temple. Le « temple » proprement dit se trouve immédiatement au sud du téménos supérieur.
Deux exèdres (niches semi-circulaires avec des bancs) se trouvent à l'est et à l'ouest de l'escalier monumental qui relie le téménos inférieur et supérieur. Le temple lui-même a été construit avec quatre colonnes frontales stuquées en rouge, jaune et blanc pour contraster fortement avec l'environnement de grès, et aurait hypothétiquement atteint 20 m de hauteur. Cette hauteur est comparable à celle du Qasr al-Bint (23 m), mais n'est pas aussi imposante que celle du Khazneh (trésor), dont la façade atteint 23 m. Une structure semblable à un théâtre (theatron) d'environ 600 sièges domine l'intérieur du temple au-delà du téménos supérieur, où des traces d'une importante décoration en feuilles d'or et en stucs colorés subsistent.
La gestion de l'eau joue également un rôle important dans l'architecture du Grand Temple, puisque deux citernes de taille considérable, de 59 m3 et 327 m3 (d'une capacité respective d'environ 59 000 et 327 000 L, respectivement) ont été découvertes. Les citernes alimentent un système de canalisation souterrain, qui s'étend sur toute la longueur du temple et rejoint ensuite le système de distribution d'eau de la ville. Ces canaux pourraient ensuite avoir conduit au Qasr al-Bint et au Wadi Siyagh.

## Trouvailles importantes
Avant même les fouilles systématiques, des fragments architecturaux sculptés (débris de séismes) étaient dispersés dans l'enceinte.

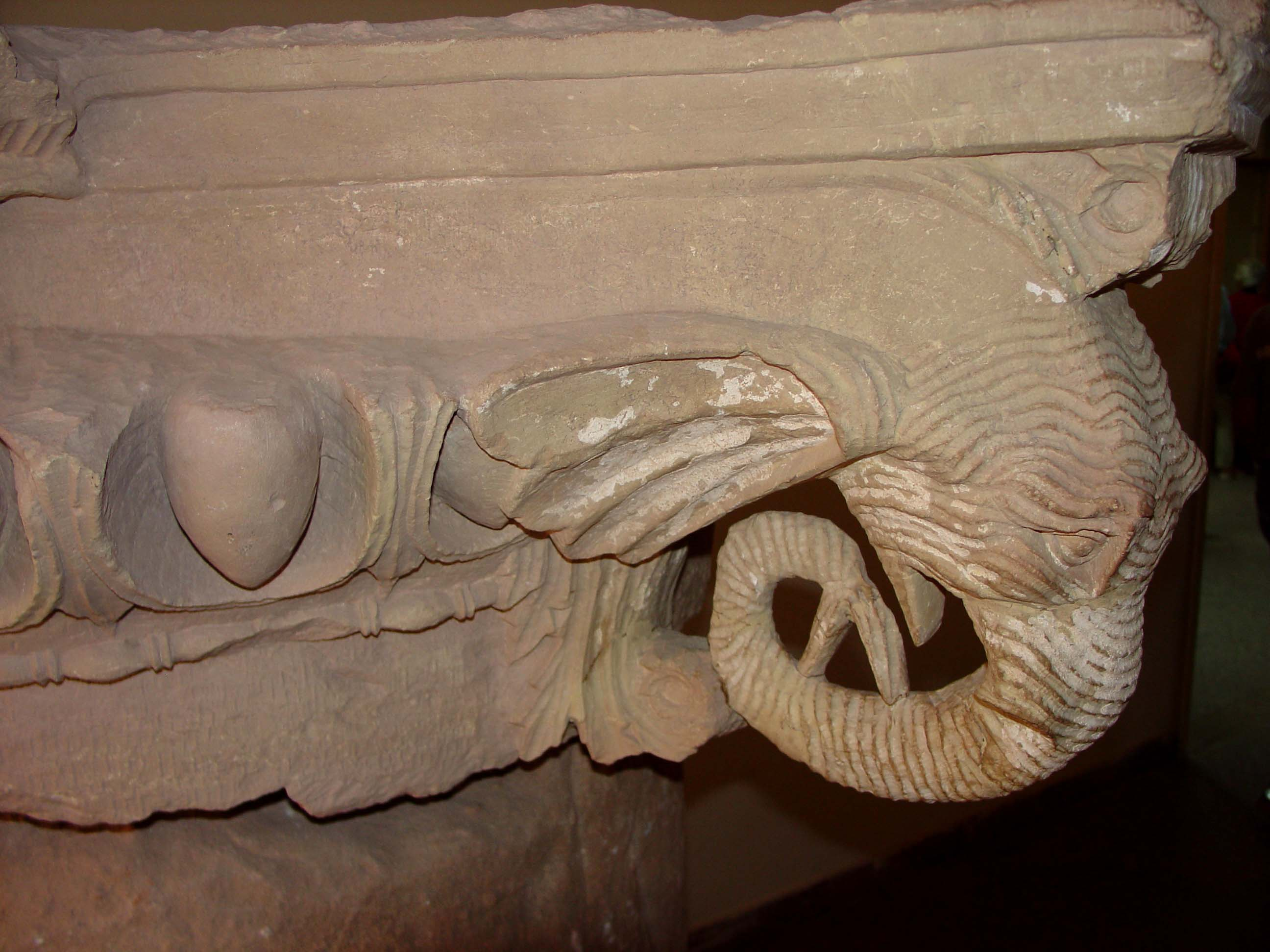
Volute à tête d'éléphant.

Parmi les découvertes les plus spectaculaires faites lors des fouilles figurent deux chapiteaux à tête d'éléphant en grande partie intacts, avec quatre têtes à la place des volutes d'un chapiteau ionique. En plus des chapiteaux, les fouilleurs ont trouvé huit panneaux en relief en calcaire représentant des bustes d'hommes et de femmes, identifiés de manière spéculative comme faisant référence à Apollon/Arès, Aphrodite/Amazone, Tyché/Fortuna, et autres.
D'autres découvertes comprenaient des lampes, des pièces de monnaie, du verre romain, des figurines et des récipients en céramique, avec de multiples chapiteaux corinthiens à acanthes et des frises florales. Ces objets indiquent que la construction du Grand Temple a commencé au milieu ou à la fin du Ier siècle av. J.-C..
Des céramiques peintes nabatéennes, du plâtre peint et inscrit, et une plaque de bronze ont été retrouvés dans le téménos supérieur. Au sud-est du téménos supérieur, une figure cultuelle ou votive sculptée en bas-relief a été découverte, représentant une épée ou un poignard et cachée par un mur d'enceinte en pierre de taille. Cette figure suggère que le Grand Temple a pu être utilisé comme lieu de culte.

## Interprétations

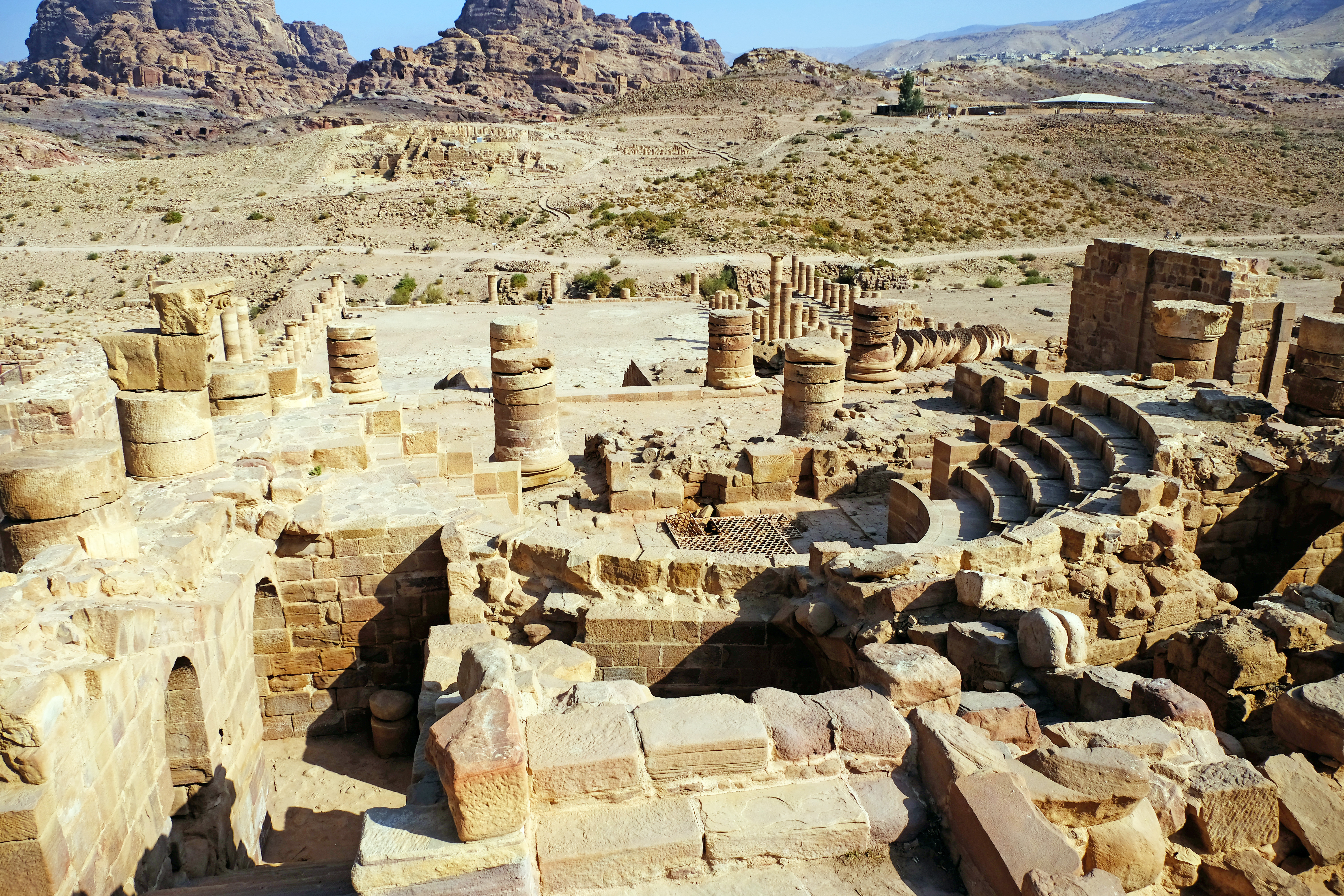
Grand Temple avec vue sur le comitium.

Au centre de la discussion sur le Grand Temple se trouve la question de savoir si la postulation de Bachmann sur la fonction de temple de la structure est correcte. Joukowsky soutient qu'en raison de la présence d'un théâtre par opposition à une cella canonique (la chambre principale d'un temple grec ou romain canonique), le bâtiment ne peut pas avoir été réaffecté pour servir d'espace religieux.
Joukowsky avance l'argument que le temple proprement dit est comparable à ce qu'Arthur Segal décrit comme des « théâtres rituels », dont la caractéristique principale est une vue sur un élément naturel ou artificiel notable,. Comme les fouilles ont prouvé que la cavea (zone de sièges) était antérieure à la scène et avait existé pendant un certain temps sans elle — permettant aux spectateurs de regarder le Wadi Moussa — la définition de Segal peut s'appliquer au Grand Temple.

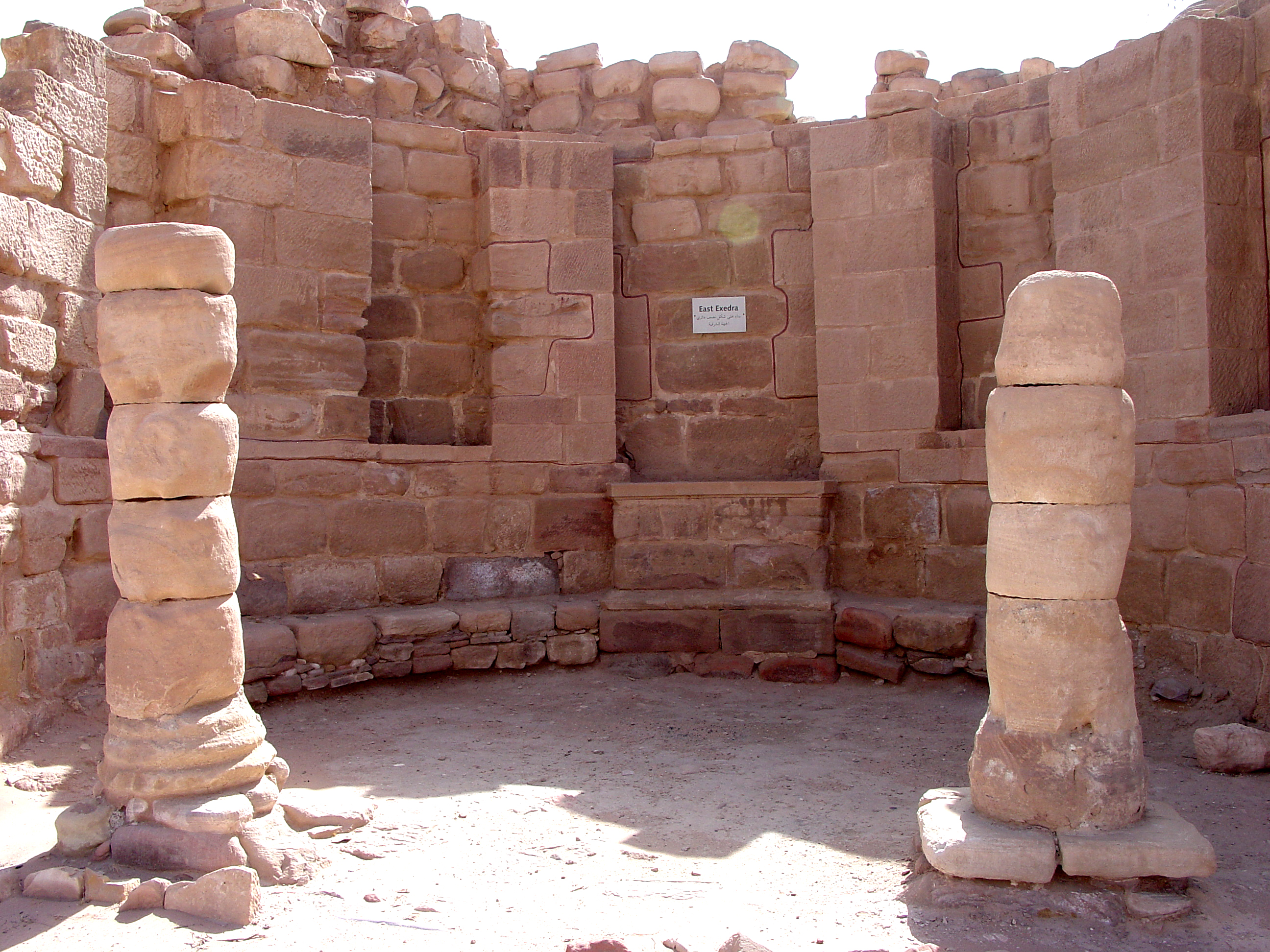
Exèdre du Grand Temple.

Comme c'est le cas pour d'autres édifices religieux de Pétra, il est difficile de savoir quelle divinité, le cas échéant, les Nabatéens ont vénéré dans le Grand Temple. Des figures votives comme celle portant l'épée trouvée dans le passage le plus au sud sont communes ailleurs à Pétra, et peuvent avoir été laissées par des tailleurs de pierre demandant aux divinités de bénir leur travail, ou communiquant leur remords d'avoir altéré les formations rocheuses naturelles. Les bétyles aniconiques permettent d'imaginer que la divinité principale des Nabatéens, Dusarès, ou son partenaire Al-'Uzzá, ont pu être vénérés dans cette structure.
Certains chercheurs mettent l'accent sur les fonctions civiques, en examinant le Grand Temple en référence à des espaces gréco-romains standard tels que le bouleutérion (salle du conseil) et le comitium (lieu de réunion politique romain),. L'interprétation du Grand Temple comme centre administratif est soutenue par plusieurs références à une boule ou à un conseil dans les papyrus existants des archives de Babatha de la fin du Ier au début du IIe siècle. Babatha était une femme juive dont les lettres ont éclairé beaucoup de choses sur Nabataea et la province romaine Arabia Petraea, la plupart des lettres se rapportant à des transactions et à la propriété légale des biens. Une autre découverte qui confirme l'option est une inscription impériale romaine en latin. Également datée du IIe siècle, elle reconnaît l'empereur de l'époque par son nom et sa titulature, et a été trouvée dans une chambre occidentale du temple.